# شبكة تلفزيون الصين الدولية
شبكة تلفزيون الصين الدولية (بالصينية المبسطة: 中国国际电视台 أو: 中国环球电视网؛ بالإنجليزية China Global Television Network واختصارًا CGTN) سابقًا سي سي تي في الدولية (بالإنجليزية: CCTV International) هي مجموعة من ست قنوات تلفزيونية دولية متعددة اللغات يملكها ويشغلها تلفزيون الصين المركزي (سي سي تي في) وهي إحدى وسائل الإعلام الحكومية الصينية.
سي جي تي إن مسجلة تحت الحكومة الشعبية المركزية الصينية وتنتمي إلى الحزب الشيوعي الصيني.
تم اتهام سي جي تي إن بالدعاية والتضليل نيابة عن الحكومة الصينية وبث اعترافات قسرية.

## التاريخ
في 31 ديسمبر 2016 تغيرت أسماء القنوات التلفزيونية الست غير الصينية والتي كانت جزءً من قسم سي سي تي في الدولية في وقت واحد في تمام الساعة 4:00 صباحًا بتوقيت غرينتش (منتصف النهار بتوقيت بيجين) لتحمل اسم سي جي تي إن. لم تكن قناة سي سي تي في-4 الدولية الناطقة بلغة الماندرين الصينية جزءً من هذه العلامة التجارية الجديدة.[بحاجة لمصدر]

## القنوات
| الاسم                 | اللغة      | تاريخ الإطلاق  | الاسم السابق             |
| --------------------- | ---------- | -------------- | ------------------------ |
| سي جي تي إن           | الإنجليزية | 20 سبتمبر 1997 | - CCTV-9 - CCTV News     |
| سي جي تي إن الإسبانية | الإسبانية  | 1 أكتوبر 2007  | - CCTV-E - CCTV Español  |
| سي جي تي إن الفرنسية  | الفرنسية   | 1 أكتوبر 2007  | - CCTV-F - CCTV Français |
| سي جي تي إن العربية   | العربية    | 25 يوليو 2009  | CCTV العربية             |
| سي جي تي إن الروسية   | الروسية    | 10 سبتمبر 2009 | CCTV Русский             |
| سي جي تي إن الوثائقية | الإنجليزية | 1 يناير 2011   | CCTV-9 Documentary       |
| سي جي تي إن أفريقيا   | الإنجليزية | 11 يناير 2012  | CCTV Africa              |
| سي جي تي إن أمريكا    | الإنجليزية | 6 فبراير 2012  | CCTV America             |
| سي جي تي إن أوروبا    | الإنجليزية | 8 أكتوبر 2019  |                          |

## انتقادات وخلافات
اتهم النقاد سي جي تي إن ببث معلومات مضللة وتقديم مزاعم كاذبة ضد معارضي الحكومة الصينية. لقد خضعت الشبكة للتحقيق والرقابة من قبل أوفكوم بسبب مزاعم التغطية المتحيزة لاحتجاجات هونغ كونغ 2019-20 وبث اعترافات قسرية. تم وصف شبكة سي جي تي إن بأنها وسيلة للدعاية الحكومية وحملات التضليل من قبل مراسلون بلا حدود ومصادر أخرى.

### تصنيف الولايات المتحدة كبعثة أجنبية
أمرت وزارة العدل الأمريكية في العام 2018 القسم الأمريكي من سي جي تي إن بالتسجيل كعميل أجنبي من أجل مكافحة عمليات الدعاية المزعومة من الحزب الشيوعي الصيني من بين أنشطة أخرى.
في 1 فبراير 2019 قالت شبكة سي جي تي إن أميركا في ملفات قانون تسجيل الوكلاء الأجانب إنها لا توافق على قرار وزارة العدل، لكنها سجلت رغم ذلك. في عام 2020، صنفت وزارة الخارجية الأمريكية سي جي تي إن وشركتها الأم، سي سي تي في، على أنهما «بعثات أجنبية».

### اعترافات قسرية
بثت قناة سي سي تي في اعترافين قسريين للصحفي البريطاني بيتر همفري. تم عرض الفيلم الأول في أغسطس 2013، وتم تصويره من قبل طاقم سي سي تي في مع همفري المقيد على كرسي حديدي داخل قفص فولاذي، مرتديًا الأصفاد وسترة السجن البرتقالية. كان هذا قبل توجيه الاتهام إليه أو محاكمته أو إدانته بجريمة. كان الفيلم الثاني، في يوليو 2014 حيث صورته سي سي تي في مرة أخرى، وهو ليس في قفص هذه المرة، مع كونه لا يزال في سترة السجن والأصفاد، قبل أن تتم محاكمته أو إدانته بتهمة جمع معلومات بشكل غير قانوني. كلا الفلمين تم بثهما في المملكة المتحدة بواسطة سي جي تي إن.
في 23 نوفمبر 2018، قدم همفري شكوى إلى أوفكوم ضد سي سي تي في، مشيرًا إلى انتهاكات أحكام الإنصاف والخصوصية في قانون البث البريطاني. قال همفري إن كلا الاعترافين تمت كتابتهما وتوجيههما من قبل الشرطة الصينية ومكتب الأمن العام، عندما كان سجينًا في ظروف إكراه تصل إلى حد التعذيب. في 6 يوليو 2020، حكمت أوفكوم بأن سي جي تي إن مذنبة بخرق معايير البث في المملكة المتحدة في كلا الحادثين. لقد ذكر الحكم أن سي جي تي إن قد انتهكت خصوصية همفري وأن تقارير القناة، «قدمت حقائق مادية أو تجاهلتها أو حذفتها بطريقة غير عادلة للسيد همفري».
في نوفمبر 2019، بثت سي جي تي إن مقطع فيديو للموظف في القنصلية البريطانية، سيمون تشينج، وهو في السجن «يعترف» بممارسته الجنس مع البغايا. وفي غضون أسبوع، قدم تشينج شكوى إلى أوفكوم.

### اتهامات بالتحيز والتضليل
في 18 سبتمبر 2019، استقال نيك بولارد، المدير التنفيذي المخضرم للتلفزيون البريطاني، من منصبه كمستشار ومستشار لسي جي تي إن، موضحًا أن سبب مغادرته هو فشل سي جي تي إن في الامتثال لقواعد أوفكوم بشأن الحياد فيما يتعلق بتغطيتها لاحتجاجات هونغ كونغ ضد مشروع قانون تسليم المجرمين. سبق أن انضم بولارد إلى سي جي تي إن في ديسمبر 2018. لقد كان لدى أوفكوم عدة استفسارات حول سي جي تي إن في سبتمبر 2019.
ذكر مقال نُشر في سبتمبر 2019 في مجلة ذا ديبلومات أن سي جي تي إن «لديها سجل ثابت من الانتهاكات الصارخة والفاضحة للمعايير الصحفية وأنها قد شجعت أو بررت الكراهية والعنف ضد الأبرياء».
في 17 مارس 2020، بثت سي جي تي إن مقطع فيديو باللغة العربية صنفته منظمة مراسلون بلا حدود على أنه معلومات مغلوطة عن جائحة كورونا 2019-20.

### احتجاز صحفية أسترالية
في أغسطس 2020، اعتقلت السلطات الصينية مذيعة تلفزيون سي جي تي إن الأسترالية تشينغ لي لأسباب تتعلق بالأمن القومي، لكن لم يتم تقديم تفاصيل عن الاتهامات.

## وصلات خارجية
- شبكة تلفزيون الصين الدولية على موقع Google Play (الإنجليزية)
- الموقع الرسمي